# Scrippsechinus fisheri
Scrippsechinus fisheri is een zee-egel uit de familie Palaeotropidae.
De wetenschappelijke naam van de soort werd in 1967 gepubliceerd door Allison, Durham & Mintz.